# Tremmen
Tremmen è una frazione (Ortsteil) della città tedesca di Ketzin/Havel.

## Storia
Il 1º gennaio 1999 il comune di Tremmen venne aggregato alla città di Ketzin/Havel.